# Foreste montane Chin Hills-Arakan Yoma

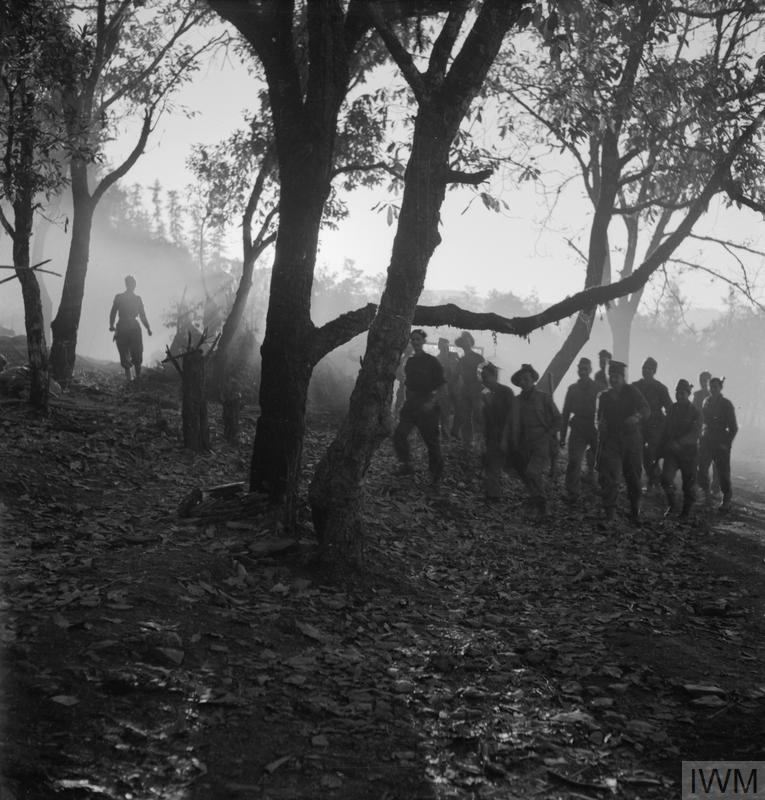
(Campagna di Birmania, 1941-1945). Soldati alleati si riuniscono per cenare in un accampamento su un versante nebbioso delle Chin Hills. Fotografia di Cecil Beaton.

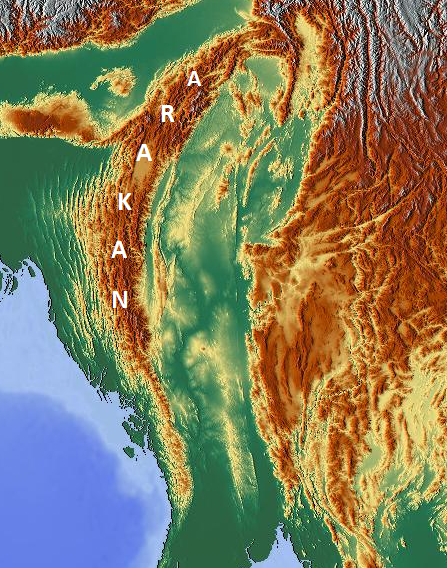
Localizzazione dei monti Arakan, al confine tra Birmania e Bangladesh.

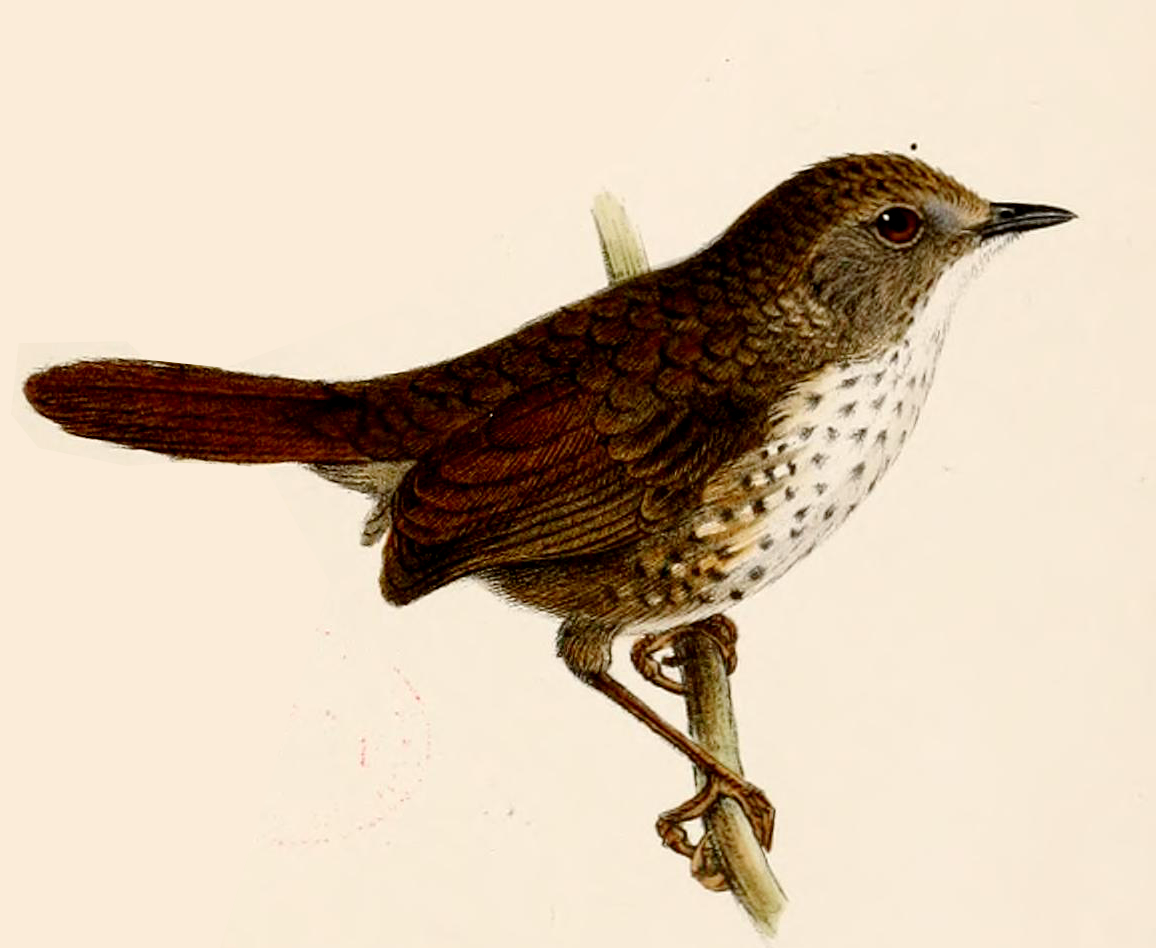
Il garrulo scricciolo di Oates (Spelaeornis oatesi), noto in inglese come Chin Hills Wren-Babbler. Pur non essendo endemico, è presente nell'ecoregione.

Le foreste montane Chin Hills-Arakan Yoma sono un'ecoregione dell'ecozona indomalese, definita dal WWF, che copre parte della Birmania occidentale (codice ecoregione: IM0109). Circondata ad altitudini più basse da foreste tropicali umide, questa ecoregione è la dimora di una grande varietà di specie subtropicali e temperate, comprese molte specie caratteristiche dell'Himalaya, nonché varie specie endemiche.

## Territorio
L'ecoregione copre un'area di 29.700 km², includendo le foreste montane dei monti Arakan. Le Chin Hills, che coprono la maggior parte dello stato Chin e si prolungano a sud nella dorsale degli Arakan, formano il confine tra lo stato Rakhine ad ovest e le regioni di Magway, Bago e Ayeyarwady ad est.
L'ecoregione confina con le foreste pluviali di Mizoram-Manipur-Kachin ad ovest, nord e nord-est e con le foreste decidue umide dell'Irrawaddy ad est. Due enclave di pineta dell'India nord-orientale e Birmania si trovano immediatamente a nord.
Entro i suoi confini, nella parte meridionale dello stato Chin, si trova il Nat Ma Taung (monte Victoria), che raggiunge i 3070 m.
Le foreste pluviali di questa ecoregione sono famose in tutto il mondo per la loro grande varietà di uccelli, in parte perché hanno costituito un rifugio durante i recenti eventi glaciali. In questa ecoregione sopravvivono tuttora molti taxa caratteristici dell'ecoregione paleartica e un'intera gamma di specie subtropicali.

## Flora
Al di sotto dei 1000 m, la vegetazione è caratterizzata da diverse specie di alberi emergenti, come Bauhinia variegata, Lagerstroemia speciosa, Derris robusta e forme dei generi Ficus, Hibiscus e Strobilanthes (Davis et al., 1995). Dagli alberi delle foreste mature pendono numerose liane, soprattutto Congea tomentosa e Mucuna pruriens (Davis et al., 1995). Tra i 1000 e i 2100 m, l'ampia foresta sempreverde mista è composta da specie di Quercus, Castanopsis, Eugenia, Saurauia, Eriobotrya e Schima. Sopra i 2000 m, la foresta è dominata da specie di alberi proprie dell'Himalaya, come Alnus nepalensis, Betula alnoides, Carpinus, Prunus, Pyrus e Torreya, sostituiti da Castanea, Cornus, Eriobotrya, Laurus e Taxus a quote più elevate (Davis et al., 1995). In questo ambiente forestale di colline e foreste nebulose sono molto numerose le epifite, che annoverano Aeschynanthus, Agapetes, Rhododendron cuffeanum, varie Aracee e orchidee dei generi Dendrobium e Pleione (WWF e IUCN, 1995). Il Lithocarpus xylocarpus è la quercia dominante tra 2400 e 2750 m, mentre gli arbusti di Rhododendron e di Quercus semecarpifolia sono prevalenti al di sopra dei 2750 m (WWF e IUCN, 1995). Ad altitudini maggiori (ca. 3000 m) le foreste cedono il posto alla boscaglia, con vegetazione formata da Hypericum patulum e Rhododendron burmanicum e da piante erbacee di Aconitum, Lactuca, Pedicularis e Veronica (WWF e IUCN, 1995). In alcune zone, la sommità dei crinali è ricoperta da una savana temperata composta da numerosi arbusti come Rhododendron, Buddleja, Daphne, Leycesteria e Lonicera, nonché da erbe alte e tenere come Aconitum, Delphinium, Geranium e Thalictrum.

## Fauna
Questa ecoregione ospita tre specie di uccelli endemici: il garrulo schiamazzante screziato (Trochalopteron virgatum), il garrulo schiamazzante capobruno (T. austeni) e il picchio muratore del monte Victoria (Sitta victoriae).
Tra i mammiferi che in questa ecoregione hanno trovato rifugio figurano specie rare come l'hulok occidentale (Hoolock hoolock), la tigre (Panthera tigris), il leopardo nebuloso (Neofelis nebulosa), il leopardo (Panthera pardus), l'orso malese (Helarctos malayanus), il tameng o cervo di Eld (Rucervus eldii) e il gaur (Bos gaurus). Non vi sono specie di mammiferi endemici.

## Conservazione
Questa ecoregione è ancora in condizioni relativamente buone, con circa i due terzi della foresta intatti. Tuttavia, la pratica dell'agricoltura itinerante, conosciuta localmente come taunggya, costituisce tuttora una seria minaccia per la vegetazione incontaminata. L'incremento demografico ha costretto i contadini a distruggere gli alberi per fare posto a nuove colture e a seminare i propri raccolti nelle profondità della foresta. La caccia e la distruzione dell'habitat hanno già portato all'estinzione locale di specie quali il gaur e i rinoceronti di Sumatra e di Giava.
Attualmente, solo il 3,7% dell'ecoregione è protetto.